# Giampaolo Vlacovich
Giampaolo Vlacovich (Lissa, 23 ottobre 1825 – Padova, 11 gennaio 1899) è stato un medico e anatomista italiano.
Fu per 47 anni direttore dell'Istituto di anatomia dell'Università di Padova, di cui fu anche rettore.

## Biografia
Nacque a Lissa in Dalmazia (attuale Croazia) nel 1825, figlio di Antonio Vlacovich e di Caterina Tommaseo.
Compì gli studi superiori a Zara per laurearsi nel 1849 in medicina e chirurgia presso l'Università di Vienna. Nel 1850-51 fu assistente dell'anatomista Josef Hyrtl, mentre nel 1851-52 divenne assistente di Ernst Wilhelm von Brücke per la cattedra di fisiologia umana. Nel 1852, all'età di 27 anni, fu nominato professore ordinario di anatomia presso l'Università di Padova, cattedra in precedenza occupata da Francesco Cortese. Sempre nel 1852 scrisse un saggio sull'apparato riproduttivo dei monotremi.
Per 47 anni rimase direttore dell'Istituto di anatomia. Dal 1881 fino al 1888 fu preside della facoltà di medicina e divenne rettore dell'ateneo patavino dal 1885 al 1891.
Fu molto attivo nella didattica e si occupò di diversi campi quali anatomia normale e comparata, istologia, embriologia, fisiologia, antropologia e storia dell'anatomia.
I suoi saggi sono numerosi e riguardano principalmente la fisiologia e l'anatomia. Fece osservazioni sulla frequenza cardiaca, studi craniometrici e contribuì a diffondere le teorie di Darwin in Italia. Si occupò largamente anche di bacologia e bachicoltura.
Fu presidente dell'Istituto Veneto di Scienze, Lettere ed Arti dal 1888 al 1890.
Morì a Padova nel 1899.